# 勢玉
株式会社勢玉（せいぎょく）は、徳島県徳島市福島に本社を置く、主に日本酒を中心とした酒類を生産している企業。建造物は、国の登録有形文化財に登録されている。

## 歴史
1894（明治27年）に勢井種蔵によって創業。
経営の近代化による建て替えなどのため、多くの蔵が取り壊されるなか、明治時代の古い蔵がそのままの姿で残されていることから1999年（平成11年）に国の登録有形文化財に登録された。

## 文化財
登録有形文化財
- 勢玉酒蔵A
  - 1894年頃に築造。
- 勢玉酒蔵B
  - 1894年頃に築造。勢玉酒蔵Aの北に建つ。
- 勢玉事務所棟
  - 昭和前に築造。第二次世界大戦による火災で数多くの木造建築が失われた福島町域内で、現存する数少ない町家のひとつ。
- 勢玉煙突
  - 1894年頃に築造。勢玉創業時に建設された施設のひとつで酒造業を営んだ家のシンボル的な施設。

## 交通
- 徳島市営バス・沖洲線「福島橋」下車、徒歩約3分。